# OpenDemocracy
openDemocracy est le nom d'une plateforme indépendante de publication d'opinion et de débats sur Internet. Installée au Royaume-Uni, elle est fondée en 2001 et se donne pour objectif de « challenger les pouvoirs et encourager le débat démocratique » dans le monde, grâce à des reportages et des analyses de problèmes sociopolitiques. Ses fondateurs viennent des médias mainstream et du monde du militantisme politique.
La plate-forme est financée par des subventions d'organisations telles que la Fondation Charles Stewart Mott, les Open Society Foundations, la Fondation Ford et Joseph Rowntree Charitable Trust, ainsi que par la réception de dons directs de lecteurs. L'information y est disponible en anglais, portugais, russe, espagnol, sous licence ouverte, sur un site sans publicité, propriété de l'openDemocracy Foundation for the Advancement of Global Education, animé par 62 personnes (en 2021), avec environ 11 millions de lecteurs en 2021.

## Histoire
openDemocracy est fondée en 2000 par Anthony Barnett, David Hayes, Susan Richards et Paul Hilder. La première publication date de mai 2001. L'énoncé de mission d'openDemocracy affirme : « Avec les droits de l'homme comme objectif central, nous posons des questions difficiles sur la liberté, la justice et la démocratie. Nous donnons à ceux qui luttent pour leurs droits l'agence pour défendre leur cause et inspirer l'action ».
L'un des cofondateurs, Anthony Barnett, militant pro-démocratie, est l'organisateur de la Charte 88 (en). Il est le premier rédacteur en chef (2001-2005) d'openDemocracy. Puis Isabel Hilton le remplace dans cette mission, de 2005 à 2007, suivie en 2010 par Rosemary Bechler, qui cède à son tour la direction éditoriale à Adam Ramsay en 2019. En 2012, le rédacteur en chef est Magnus Nome, ensuite remplacé par Mary Fitzgerald.
Le 21 septembre 2022, l'organisation annonce être poursuivie au Royaume-Uni par une société liée à l'ancien président du Kazakhstan Noursoultan Nazarbaïev,.

## Propriété et financement
openDemocracy est détenu et publié par une fondation.
Le site est financé par un certain nombre d'organisations philanthropiques, dont la Fondation Mott, le Joseph Rowntree Charitable Trust, la Fondation Ford, la fondation David et Elaine Potter, Lush, Andrew Wainwright Trust et le Network for Social Change. Des dons individuels financent également openDemocracy,.

## Audience et thèmes débattus
Attirant à l'origine un public restreint, les visites sur le site Web d'openDemocracy augmentent fortement après les attentats du 11 septembre, après un article écrit par Todd Gitlin, présent à New York lors des attentats. Dans son article, Gitlin écrit (avec prévoyance) que ce qu'il faut, c'est « une réponse militaire ciblée - une réponse précise, pas un spasme de vengeance (...) mais une action qui distingue les tueurs des civils ». 
openDemocracy commence à recevoir quotidiennement des contributeurs internationaux et de nombreux Américains, mécontents de la couverture médiatique de la question, qui se connectent sur ce site Web comme alternative.
Avec un passage à un lectorat plus large, le magazine électronique « devient un forum de débat pour les militants politiques, les universitaires, les journalistes, les hommes d'affaires, les homme politiques et les fonctionnaires internationaux du monde entier », suscitant l'intérêt de sponsors caritatifs.
En 2002, les trois principaux sujets de débat sont : la mondialisation et ses impacts, l'usage et l'abus de la puissance américaine dans le monde, et la nature de l'islam. Plus le magazine grandit, plus les sujets couverts se multiplient, allant du changement climatique et de la régulation des marchés mondiaux à l'avenir du multiculturalisme et à l'impact des migrations.
En termes de lectorat, le site Web compte près de 9 millions de visiteurs uniques en 2021, dont 40 % viennent du Royaume-Uni.

## Récompenses et distinctions
En 2022, après 21 ans d'existence, openDemocracy, pour sa campagne sur la transparence dans la vie publique britannique, remporte le prix de la campagne de l'année dans le cadre des British Journalism Awards. Cette campagne aboutit au vote, par le parlement anglais, de restrictions plus strictes sur les « seconds emplois » des députés anglais. Il est question d'un nouveau code de conduite autorisant un second emploi, mais incluant une interdiction explicite pour les « députés de fournir des conseils parlementaires rémunérés, y compris de fournir ou d'accepter de fournir des services en tant que conseiller parlementaire, consultant ou stratège. ». Le contrat doit empêcher que ces députés fassent pression sur les ministres.